# Samurai Warriors
Samurai Warriors (戦国無双, Сэнгоку мусо: в Японии) — это первая игра в Hack and slash серии Samurai Warriors, созданная студией Omega Force, подразделением Koei. Игра основана на событиях периода Сэнгоку («Эпохи Воюющих Провинций») и имеет сходства с Dynasty Warriors. Сначала игра была создана как дополнительный доход для компании, но сейчас это венец всей серии Warriors. Порт игры под названием Samurai Warriors: State of War был выпущен для PlayStation Portable, который включает в себя дополнительные функции многопользовательской игры.

## Геймплей
В Samurai Warriors игрок берёт на себя роль одного офицера, его задача в уровнях — отбиваться от полчищ солдат и победить вражеского командира. Игрок имеет в своём распоряжении ряд комбо-ударов и специальное движение, известное как Musou атака.
Musou атаки могут быть выполнены только тогда, когда шкала Musou полностью наполнена. Одним из различий между Samurai Warriors и Dynasty Warriors является способность выполнять вольные комбо-удары во время Musou атаки, в ходе которых игра вступает в замедленное время: простые солдаты двигаются очень медленно, однако скорость офицеров не изменяется. Другие способности, которые отличают персонажей из Samurai Warriors от Dynasty, включают в себя возможность выполнить перекат, с помощью которого вы можете уворачиваться от атак.
Другим важным изменением является способ развития персонажей. Существует новая система оценки сражений, которая зависят от пяти категорий:
- Время, затраченное на битву;
- Количество полученного опыта;
- Кол-во заданий, успешно завершённых в бою;
- Количество побеждённых врагов с помощью атаки Musou;
- Количество убитых врагов в общей сложности.

В каждой из этих категорий даётся ранг (от низшего к высшему: E, D, C, B, A, S) в зависимости от производительности игрока, а затем игроку выдаётся общий ранг. Чем выше ранг и чем труднее игрок выбрал сложность в игре, тем больше атрибутов персонажа будет увеличиваться. В дополнение к росту статистики персонажа выдаются так называемые Skill Points. Используя Skill Points, игрок может купить навыки, которые расширяют возможности персонажа.
Одно из двух наиболее значительных изменений, в отличие от Dynasty Warriors, является внедрение системы заданий в боях. Каждый этап имеет ряд разнообразных заданий, которые становятся доступными в зависимости от успеха или провала предыдущих заданий. Такие задачи включают в себя устранение конкретных офицеров противника, запуск атак на вражеские базы или срывание планов врага. Успех в этих заданиях может иметь решающее значение для исхода многих сражений. Он будет также определять путь, куда вы будете направлены на следующем этапе, если есть раскол маршрута. Однако можно сделать так, чтобы и оба пути были открыты.
Каждый персонаж может выбрать (экипировать себе) до пяти вещей перед каждой битвой, которые будут влиять на атрибуты или давать дополнительные возможности. Игроки могут найти элементы, которые влияют на их атрибуты через обычный бой, победив врага, должностных лиц или уничтожая открытые ящики. Редкие вещи, которые дают персонажам специальные способности, труднее найти. Игроки должны бороться в конкретных битвах и завершить конкретные задачи.
Как и предметы, оружие также может быть найдено в бою. Значение этих какого вида оружие вы найдёте зависит от трёх вещей: уровня сложности, уровень игрока, и мастерство.
В дополнение к случайным оружием существуют и другое специальные оружия: пятое оружие. В отличие от других видов оружия, пятое оружие походит на очень редкие вещи. Как и для редких предметов, игрок должен играть определённый уровень и завершить конкретную задачу. Однако в отличие от редких предметов, для того чтобы получить оружие, игра должна быть на Hard или Хаосе.
Samurai Warriors даёт игрокам возможность создавать новых персонажей с помощью режима обучения офицера. В этом режиме игроки должны учиться у наставника и завершить двенадцать учебных занятий и итоговый экзамен. Первое, что игрок должен сделать, это выбрать внешний вид своего персонажа, от первоначального выбора из восьми различных моделей, есть также четыре различные модели, которые могут быть получены, если определённое событие осуществляется в рамках режима. Первоначальная статистика персонажа зависит от выбранной модели. Игрок должен выбрать, чтобы принять участие в тесте один из трёх видов оружия.

## Отзывы
| Сводный рейтинг | Сводный рейтинг | Сводный рейтинг | Сводный рейтинг |
| Издание         | Оценка          | Оценка          | Оценка          |
| Издание         | PS2             | PSP             | Xbox            |
| --------------- | --------------- | --------------- | --------------- |
| GameRankings    | 73,36 %         | 65,27 %         | 71,38 %         |

| Сводный рейтинг | Сводный рейтинг |
| Агрегатор       | Оценка          |
| --------------- | --------------- |
| GameRankings    | 71,89 %         |